# Monte Pizzuta
Il Monte Pizzuta (La Pizzuta nella cartografia IGM; Mali i Picutës in albanese arbëresh) è il rilievo più alto della catena dei monti di Piana degli Albanesi, a sud-est da Palermo. È situato nella provincia di Palermo, nel territorio comunale di Piana degli Albanesi.
Sorge nella zona interna, a Sud-Est dal capoluogo, e la cima si erge a 1333 m s.l.m. È un'area protetta che fa parte della Riserva naturale orientata Serre della Pizzuta gestita dall'Azienda Foreste. Sul suo versante orientale si aprono la Grotta del Garrone ad andamento orizzontale e lo Zubbione della Pizzuta, ad andamento verticale e profondo circa 100 metri. Costituito da boschi, nei pressi della cima resiste un interessante popolamento di agrifoglio (Ilex aquifolium). È attraversato dal "Sentiero Italia" (Portella del Garrone) e domina l'abitato di Piana degli Albanesi ed il lago omonimo. Il monte è costituito principalmente da calcari pelagici del mesozoico.

## Geografia

### Clima
Data la sua altezza e anche la maggiore distanza dal mare rispetto ad altri rilievi dell'area sud-orientale di Palermo, il monte Pizzuta è tra le prime cime ad essere imbiancate dalla neve e dove questa rimane più a lungo. Nella stagione più fredda sono frequenti le temperature sotto lo zero. Queste caratteristiche geografiche determinano un microclima più fresco, con l'insieme delle precipitazioni concentrate soprattutto nel semestre invernale, ma non sono rari gli episodi di termoconvezione di inizio e fine estate, che portano alla formazione di temporali che in alcuni casi possono scivolare verso Palermo o più frequentemente verso l'interno sino a Ficuzza. In considerazione della sua altezza, il monte è frequentemente coperto da nubi e battuto da forti venti provenienti da mutevoli direzioni.

### Flora e Fauna
Il bosco, ricco e luminoso, ospita una fauna varia e composita: la volpe, l'istrice, che recentemente è in regressione in tutto il territorio siciliano mentre in quest'area è presente con un popolamento significativo, ubiquitaria e adattabilissima, e l'elusivo gatto selvatico, e fra i più voraci predatori la Martora e la donnola. Tra gli uccelletti di selva ci sono: le attivissime cinciarelle e cinciallegre, i rampichini, i passeriformi insettivori che snidano le prede tra gli anfratti delle cortecce degli alberi, le ghiandaie, corvidi dalla bellissima livrea, il melodioso usignolo e i piccoli roditori del bosco. La "Grotta del Garrone", presenta concrezioni calcaree e due laghetti formatisi per lo stillicidio dell'acqua dalle rocce, ospita una colonia di Chirotteri. Nelle zone rocciose adiacenti vengono accolte interessanti popolazioni di coleotterofauna e di ornitofauna. Sono le più interessanti, dal punto di vista botanico, le creste e le pareti a picco dove si rinvengono specie rare quali: Minnartia, grandiflora, Poa bivonae, Valantia deltoidea, Viola calcarata, ecc. La vegetazione delle rupi è ascrivibile allo Anthemido-Centauretum busambrensis. Nella Grotta del Garrone si rinviene una ricca compagine di muschi e due pteridofite rarissime in Sicilia: Phyllitis scolopendium e Phyllitis sagittata.

## Storia
L'origine geologica risale al Lias inferiore, circa 250 milioni di anni fa, il complesso montuoso è costituito da rilievi di età Mesozoica. Le forme più svariate di queste creste, insieme a depressioni che ricordano le doline, derivano da processi carsici originati da agenti atmosferici che agiscono su rocce di origine carbonatica. Spiccato così è il carsismo, sia superficiale che sotterraneo, dovuto alla corrosione chimica esercitata dalle acque meteoriche che hanno originato varie cavità, come grotta "Kalloj" e in particolare la "Grotta dello Zubbione" e quella del "Garrone".
Sul Monte Pizzuta, fino agli inizi del '900, i contadini di Piana degli Albanesi, allora nota come Piana dei Greci, nei mesi invernali più rigidi, lavoravano nelle neviere. La neve veniva raccolta in buche coniche artificiali, scavati lungo il versante occidentale della montagna, di circa 15 metri di diametro e profonde 3, pigiata e successivamente coperta da uno strato di paglia su cui veniva compressa altra neve e così fino all'orlo. Le balle di neve, avvolte nella paglia coibentante, venivano caricate sui dorsi dei muli e, tramite percorsi contrassegnati da edicolette votive dedicate alla Madonna della Neve, trasportate di notte fino alla città di Palermo. Una volta in città la neve, per placare l'arsura delle torride giornate estive, veniva tagliata in blocchi di grandezza varia, tramite degli appositi cucchiai scanalati, dai blocchi di ghiaccio veniva raschiata una primordiale granita che mescolata al succo di limone era venduta con il nome di "grattatella". Ancora oggi visitando la cima della montagna si notano i grandi ruderi delle Neviere, in cui venivano conservati gli attrezzi per la raccolta della neve. Quest'attività, estinta con l'avvento dell'elettricità, del gas e dei frigoriferi, contribuiva ad integrare il reddito dei contadini nei periodi più magri, e a lungo è stato un elemento fondamentale dell'industria per la produzione e la commercializzazione del ghiaccio nel capoluogo isolano. Attualmente la riserva naturale, particolarmente il monte Pizzuta, è soggetta al rimboschimento da parte della forestale, reso a volte difficile dagli incendi, probabilmente dolosi, e vietata ogni altra attività che possa compromettere la protezione del paesaggio, degli elementi naturali, della vegetazione e della fauna.

## Cultura

### Tradizioni e folclore
- Ai piedi del monte Pizzuta, poco distante dal centro abitato, sorge la Chiesa rurale della SS. Madonna dell'Odigitria (Klisha fshatare e Shën Mërisë së Dhitrjes), del 1488, anno in cui furono stipulati "I Capitoli di fondazione". Per antichissima tradizione moltissimi arbëreshë di Piana degli Albanesi ancora oggi vi si recano prima dell'alba in due periodi dell'anno, il mese di maggio e la prima quindicina di agosto, per partecipare alla santa liturgia di rito greco-bizantino, ed intonare il canto dei loro avi "O' e bukurà Morè" (O bella Morea), rivolti verso l'Albania, loro terra natia. In prossimità, poco più in basso in via Odigitria, è posta La Pietra dell'Odigitria (Guri i Shën Mërisë e Dhitrjes), un'importante pietra-testimonianza con una croce incastonata, che riporta una storica scritta in albanese. Si narra che gli antichi Albanesi cercassero un sito conveniente dove erigere le loro abitazioni. I loro sacerdoti portarono dall'Albania, come l'arca santa, il quadro bizantino della SS. Maria Odigitria. Stanchi del cammino, posarono quella sacra immagine su una pietra per riposarsi; e così prendere un po' di respiro. Quando si accinsero a rimuovere la sacra immagine, per rimettersi in cammino, si accorsero con loro meraviglia che essa aveva lasciato sul masso la sua impronta. Da ciò desunsero d'essere nel luogo destinato dal cielo, dove dovevano fondare la loro colonia. Il quadro della Madonna Odigitria, rimosso dal santuario alle falde del Monte Pizzuta e trasportato in paese, è stimato come una delle più celebri immagini venerate in Sicilia. Un estratto degli scritti di un celebre poeta di Piana degli Albanesi narra[1]:

- Un antico detto arbëreshë di Piana degli Albanesi dice: "Mali i Picutës na thërret" (Il Monte Pizzuta ci chiama); indicando come il monte ha da sempre alimentato sugli abitanti delle sue pendici un richiamo inconfondibile ad esso.